# Knittelfeld

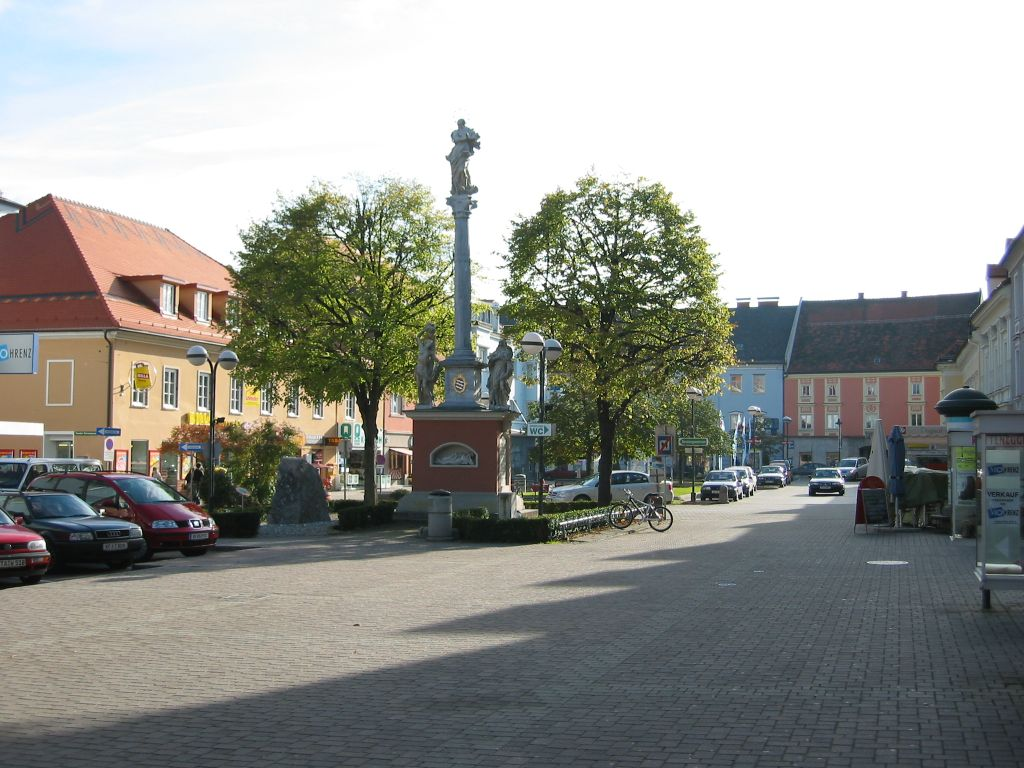
Torget med pestkolonn

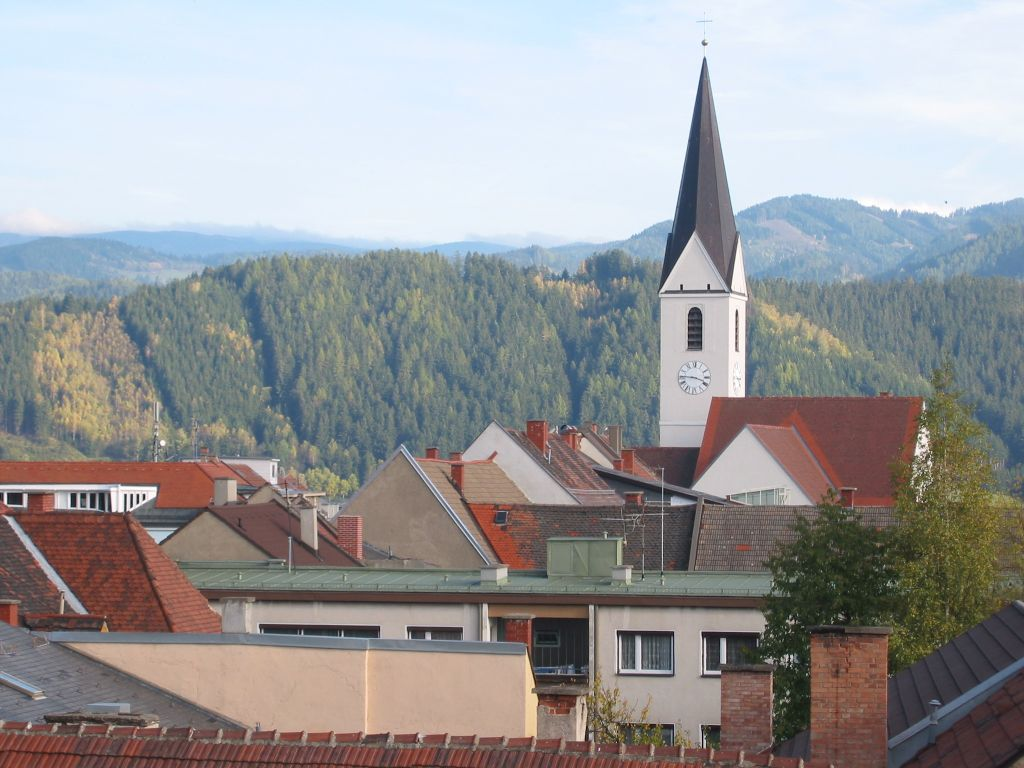
Stadskyrkan

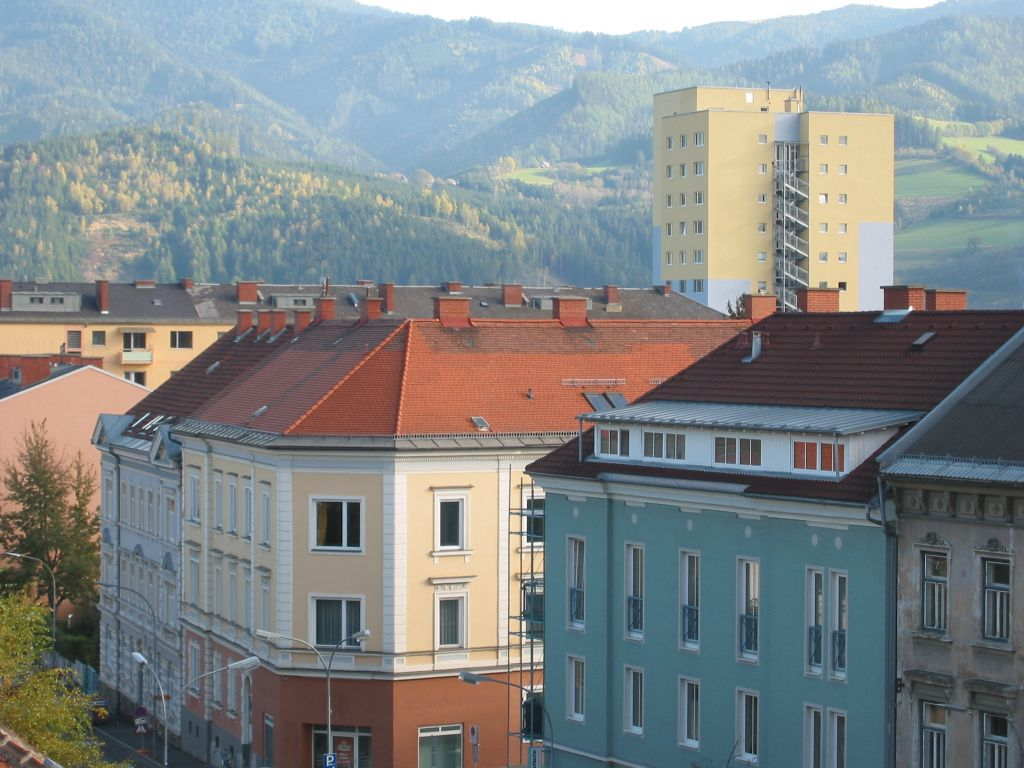
Schmittstraße

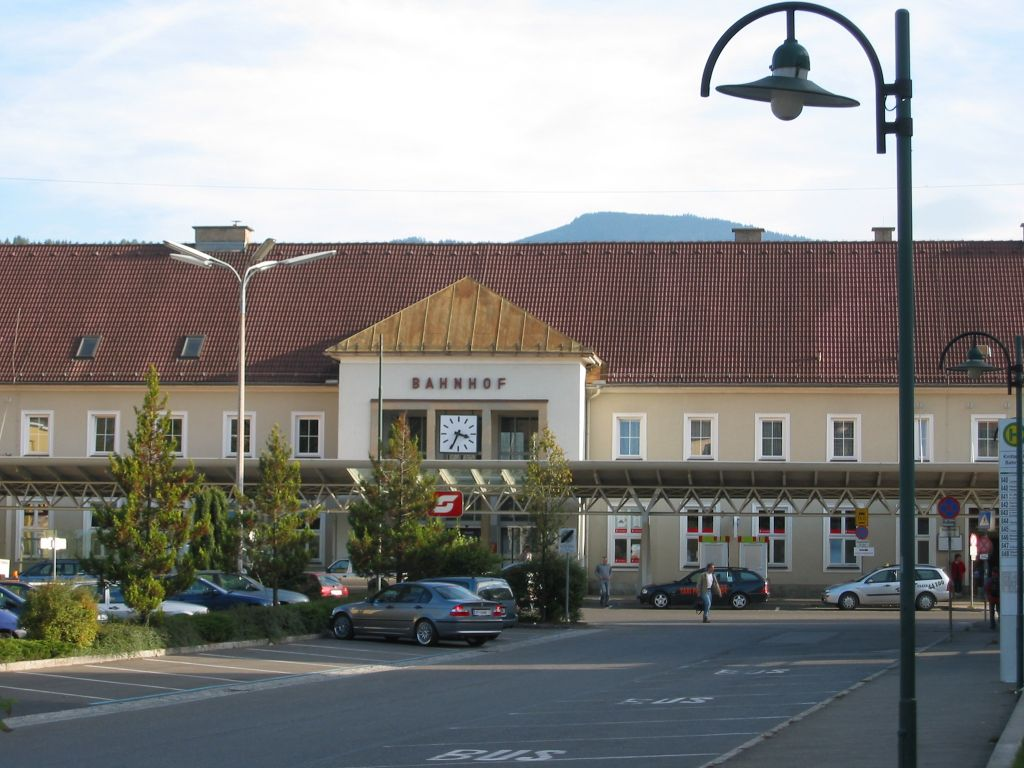
Järnvägsstationen

Knittelfeld är en stadskommun  i distriktet Murtal i förbundslandet Steiermark i Österrike. Staden ligger i en alpdal i norra Steiermark cirka 30 km sydväst om Leoben vid floden Mur. Knittelfeld var distriktshuvudort fram till den 1 januari 2012 då distriktet Knittelfeld slogs samman med Judenburg och blev Murtal.

## Historia
Knittelfeld omnämndes för första gången år 1224. 1302 fick Knittelfeld stadsrättigheter, men det ledde inte till det uppsving man hade förväntat sig. Konkurrensen från de näraliggande handelsstäderna Judenburg och Leoben var för stor. I Knittelfeld grundades några hammarverk och smedjor, men handeln var bara av lokal betydelse. 
En avgörande förändring skedde när järnvägen från Wien till Klagenfurt (och vidare till Italien) drogs genom Murtalen. I Knittelfeld byggdes järnvägsverkstäder och industriföretag flyttade till staden. Mellan 1860 och 1900 tiodubblades antalet invånare. 

## Kommunen
Kommunen har 12 719 invånare (2024) och består av tre orter (Ortschaften) (inom parentes invånarantal 1 januari 2024):
- Apfelberg (215)
- Landschach (872)
- Knittelfeld (11 632)

Kommunen fick sin nuvarande form den 1 januari 2015 genom en sammanslagning av kommunerna Apfelberg och Knittelfeld.

## Näringsliv
Knittelfeld är traditionellt en industristad, men stålkrisen på 1970 och 80-talet drabbade staden hårt. Största arbetsgivare är det österrikiska järnvägsbolaget ÖBB, som sysselsätter ca 2000 medarbetare i sina verkstäder. Andra viktiga industriföretag är Austria Email AG och ATB i Spielberg bei Knittelfeld. 

## Kommunikationer
Knittelfeld ligger vid Sydbanan och vid motortrafikleden S6.

## Sevärdheter
- Järnvägsmuseum
- Abbotsstift Seckau, 9 km norr om staden

## Vänorter
- Kameoka i Japan
- Barcs i Ungern